# Pangrapta turbata
Pangrapta turbata är en fjärilsart som beskrevs av Kardakoff 1928. Pangrapta turbata ingår i släktet Pangrapta och familjen nattflyn. Inga underarter finns listade i Catalogue of Life.